# افزودنی اسپری کشاورزی
افزودنی‌های اسپری کشاورزی یا ادجوانت‌های اسپری کشاورزی (به انگلیسی: Agricultural spray adjuvant) بخشی از مدیریت تلفیقی آفات هستند و در طول کاربرد آفت‌کش‌ها برای افزایش اثربخشی آفت‌کش‌ها، علف‌کش‌ها، حشره‌کش‌ها، قارچ‌کش‌ها و دیگر عواملی که آفات ناخواسته را کنترل یا از بین می‌برند استفاده می‌شود. مانند افزودنی‌های پزشکی، افزودنی‌های اسپری کشاورزی خود در کنترل یا کشتن آفات فعال نیستند. به جای آن، این افزودنی‌ها برخی از ویژگی‌های محلول اسپری را تغییر می‌دهند که توانایی آفت‌کش را برای نفوذ، هدف قرار دادن یا محافظت از جاندار هدف بهبود می‌بخشد. در میان انواع معمولی از مواد مورد استفاده، مواد فعال سطحی، امولسیون‌سازها، روغن‌ها و نمک‌ها هستند. هر یک از این مواد و دیگر مواد، محلول اسپری را برای بهبود خواصی مانند پخش شدن، نفوذ، اندازه قطره‌ها یا دیگر ویژگی‌ها اصلاح می‌کنند.